# Huatabampo
Huatabampo es una ciudad mexicana situada en el sur del estado de Sonora, cabecera del municipio homónimo.

## Historia
El territorio que ocupa Huatabampo, hasta la fecha, ha sido tradicionalmente territorio de los indigenas mayos. En 1614 los Misioneros Jesuitas Pedro Méndez y Diego de la Cruz, acompañados del Capitán Diego Martínez de Hurdaide, hicieron su entrada en el río Mayo fundaron los pueblos de misión del mayo, entre los que se encuentra en esta, podemos mencionar a: Juliantabampo, Chijubampo y pueblo viejo, siendo en centro de operaciones (cuartel general) Santa Cruz del Mayo que posteriormente toma otras variantes, como por ejemplo: Santa Cruz del Río Mayo, Santa Cruz de Huatabampo, y por fin, a partir de 1890, se empieza a usar solamente Huatabampo en los asuntos oficiales.
A todas estas localidades antes mencionadas, se les suman las grandes haciendas que estaban por los alrededores y que también formaban parte de la misión del mayo y que además nos podemos sentir orgullosos de que todos estos lugares están enclavados en el actual territorio del municipio de Huatabampo.
La fundación de Huatabampo se debe a una inundación que tuvo lugar en mayo de 1890 y que una vez habiendo bajado las aguas del Río Mayo, el Coronel Don Antonio del Rincón, ordenó a sus hombres fueran a explorar el terreno y buscar la parte más alta donde no hubieran cubierto las aguas para trasladarse hacia ella con su cuartel y el pequeño poblado de yoris se encontraba amparado al presidio militar y también, todos los vecinos de Chijubampo se trasladaron al lugar que actualmente ocupa Huatabampo.
El título de ciudad se le concedió en 1927 durante el gobierno del General Fausto Topete. Desde 1857 hasta 1890, se pueden relatar pasajes acaecidos mes por mes y año con año, pero es muchísimo el tiempo que nos quitaría para solamente decir con toda seguridad que Huatabampo fue fundado en 1890.
Huatabampo no pudo haber sido fundado antes de 1890 por las constantes y frecuentes luchas, saqueos, atracos, robos y asesinatos entre mayos, yaquis, fuerzas federales e imperialistas: por lo tanto, ningún yori pudo haber sobrevivido ante aquella situación de zozobra y miedo que era insoportable.
Por otro lado, copiosas y terribles inundaciones asolaban los valles, y entre las más grandes se pueden mencionar las de 1868. Estas crecientes fueron provocadas por fuertes lluvias desde Álamos hasta los valles del Yaqui y del Mayo; a este periodo se le conoce como la "creciente grande o creciente del 68" (1874-1886-1890) además en el mes de julio de 1874, los yaquis invadieron Santa Cruz de Huatabampo; asimismo, en 1886, azotó la terrible epidemia de la viruela envolvió a los dos valles, Mayo y Yaqui.
Se puede decir que Huatabampo nació grande y adulto con 1,500 habitantes en el año 1890: esto fue porque llegan juntos los moradores de Santa Cruz de Huatabampo y el poblado de Chijubampo y vecinos.
El 30 y el 31 de mayo de 1890, el párroco de Álamos Luis Bourdier de origen francés, hizo 42 bautizos en Huatabampo (libro número 46 parroquia de Álamos) en ningún otro poblado del distrito de Álamos había párroco sino solamente en la ciudad de Álamos.
En el censo de 1889 están consignados todos los lugares poblados del distrito de Álamos y los pueblos del Río Mayo y no aparece Huatabampo, hasta después de un tiempo.
En marzo de 1891, el general Marcos Carrillo, jefe de la zona militar, otorgó el nombramiento de jefe de la línea del mayo con residencia en Huatabampo, al general José Tiburcio Otero además, en estas mismas fechas se nombró jefe del resguardo militar en Huatabampo al Teniente Coronel Juan N. Vázquez.
Huatabampo significa "sauce en el agua" en la lengua mayo.

## Clima
Huatabampo cuenta con un clima semiseco semicálido BW(h)hw(e), con temperaturas máximas mensuales mayores a los 38 °C en junio, julo y agosto y una temperatura media mínima mensual de aproximadamente 8.5 °C en enero y febrero, la temperatura media anual es de 23.4 °C.
El período de lluvias se presenta en verano en los meses de julio, agosto y septiembre; la precipitación pluvial media anual es de 328.8 milímetros; las heladas se tienen ocasionalmente en los meses de febrero y marzo.
| Parámetros climáticos promedio de Huatabampo, Sonora (1951-2010)               | Parámetros climáticos promedio de Huatabampo, Sonora (1951-2010) | Parámetros climáticos promedio de Huatabampo, Sonora (1951-2010) | Parámetros climáticos promedio de Huatabampo, Sonora (1951-2010) | Parámetros climáticos promedio de Huatabampo, Sonora (1951-2010) | Parámetros climáticos promedio de Huatabampo, Sonora (1951-2010) | Parámetros climáticos promedio de Huatabampo, Sonora (1951-2010) | Parámetros climáticos promedio de Huatabampo, Sonora (1951-2010) | Parámetros climáticos promedio de Huatabampo, Sonora (1951-2010) | Parámetros climáticos promedio de Huatabampo, Sonora (1951-2010) | Parámetros climáticos promedio de Huatabampo, Sonora (1951-2010) | Parámetros climáticos promedio de Huatabampo, Sonora (1951-2010) | Parámetros climáticos promedio de Huatabampo, Sonora (1951-2010) | Parámetros climáticos promedio de Huatabampo, Sonora (1951-2010) |
| Mes                                                                            | Ene.                                                             | Feb.                                                             | Mar.                                                             | Abr.                                                             | May.                                                             | Jun.                                                             | Jul.                                                             | Ago.                                                             | Sep.                                                             | Oct.                                                             | Nov.                                                             | Dic.                                                             | Anual                                                            |
| ------------------------------------------------------------------------------ | ---------------------------------------------------------------- | ---------------------------------------------------------------- | ---------------------------------------------------------------- | ---------------------------------------------------------------- | ---------------------------------------------------------------- | ---------------------------------------------------------------- | ---------------------------------------------------------------- | ---------------------------------------------------------------- | ---------------------------------------------------------------- | ---------------------------------------------------------------- | ---------------------------------------------------------------- | ---------------------------------------------------------------- | ---------------------------------------------------------------- |
| Temp. máx. abs. (°C)                                                           | 34.0                                                             | 34.0                                                             | 36.5                                                             | 39.0                                                             | 41.0                                                             | 43.0                                                             | 42.5                                                             | 46.5                                                             | 42.5                                                             | 42.0                                                             | 37.5                                                             | 33.0                                                             | 46.5                                                             |
| Temp. máx. media (°C)                                                          | 24.6                                                             | 26.1                                                             | 27.9                                                             | 30.8                                                             | 32.9                                                             | 35.4                                                             | 36.0                                                             | 36.0                                                             | 35.9                                                             | 33.7                                                             | 29.2                                                             | 25.4                                                             | 31.2                                                             |
| Temp. media (°C)                                                               | 16.5                                                             | 17.3                                                             | 18.9                                                             | 21.3                                                             | 23.8                                                             | 28.2                                                             | 30.4                                                             | 30.4                                                             | 29.8                                                             | 26.2                                                             | 20.7                                                             | 17.2                                                             | 23.4                                                             |
| Temp. mín. media (°C)                                                          | 8.4                                                              | 8.5                                                              | 9.8                                                              | 11.7                                                             | 14.7                                                             | 21.1                                                             | 24.9                                                             | 24.7                                                             | 23.7                                                             | 18.6                                                             | 12.3                                                             | 9.0                                                              | 15.6                                                             |
| Temp. mín. abs. (°C)                                                           | -3.5                                                             | 2.0                                                              | 3.5                                                              | 4.0                                                              | 2.5                                                              | 10.0                                                             | 15.0                                                             | 18.5                                                             | 18.0                                                             | 7.0                                                              | 1.0                                                              | -1.0                                                             | -3.5                                                             |
| Precipitación total (mm)                                                       | 17.2                                                             | 10.6                                                             | 5.7                                                              | 0.8                                                              | 0.8                                                              | 1.3                                                              | 50.7                                                             | 103.2                                                            | 58.7                                                             | 35.4                                                             | 18.4                                                             | 26.0                                                             | 328.8                                                            |
| Días de precipitaciones (≥ 0.1 mm)                                             | 1.9                                                              | 1.3                                                              | 0.6                                                              | 0.2                                                              | 0.2                                                              | 0.4                                                              | 5.7                                                              | 6.0                                                              | 3.5                                                              | 2.0                                                              | 1.3                                                              | 2.0                                                              | 25.1                                                             |
| Fuente: Servicio Meteorológico Nacional. Actualizado el 13 de febrero de 2023. |                                                                  |                                                                  |                                                                  |                                                                  |                                                                  |                                                                  |                                                                  |                                                                  |                                                                  |                                                                  |                                                                  |                                                                  |                                                                  |

## Demografía
De acuerdo con el censo realizado en 2020 por el Instituto Nacional de Estadística y Geografía (INEGI), en la ciudad de Huatabampo había un total de 30 324 habitantes, de los que 15 540 eran mujeres y 14 784 eran hombres.

### Evolución demográfica
Durante el periodo 2010-2020, la ciudad de Huatabampo tuvo una disminución del -0.050 % de su población, respecto al censo de 2010.
| Gráfica de evolución demográfica de Huatabampo entre 1900 y 2020 |
|                                                                  |
| Fuente: Instituto Nacional de Estadística y Geografía.           |

## Lugares de interés y alrededores
- En el panteón municipal está enterrado Álvaro Obregón, quien fue presidente de México en el período 1920-1924.
- Museo Casa del General Álvaro Obregón.
- Sus múltiples playas como Huatabampito, las bocas, camahuiroa, santa bárbara y bachoco
- Los manglares y el bosque de pitayos que se encuentran en navopatia al sur del municipio
- Estero de Moroncarit
- Centro de usos múltiples.
- En junio de 2013 es inaugurada la plaza comercial Omega, incluyendo en sus instalaciones varios comercios, restaurantes y salas de cine. Huatabampo no contaba con salas de cine desde el cierre del Cinema 2000 a finales de los 80.

## Comidas típicas
Huatabampo es reconocida como una de las regiones donde se acostumbra consumir mariscos, sus habitantes incluyen en su dieta diaria diversos platillos que logran dejar un buen sabor de paladar, entre todos ellos, estos son algunos de los más comunes:
ColachEs un cocido que se prepara con calabacitas, elotes desgranados, chile verde, cebolla, tomate y queso.
WacabaquiEs un cocido de carne fresca, en tronchos, con elotes, ejotes, garbanzo, repollo y calabacitas.
La machaca fritaSe hace a base de carne seca, asada, remojada y machacada con mucho ajo. Normalmente se acompaña con papas fritas en cuadritos o con huevo.
Caldo de queso (panela)O Facilillo, como lo bautizó el músico bacadehuchense Manuel Ma. Yépiz, el platillo más rápido y fácil de preparar.
Frijoles maneadosEstos se ponen en la lumbre, de preferencia enteros, y cuando ya están hirviendo se les echa el queso desmenuzado y se revuelve para que se produzcan las hebras.
Pozole de resEs la comida especial para los días lluviosos y fríos
El menudoEste se hace nada más a base de panza y pata de res, revuelto con nixtamal y unos chiles colorados enteros. Al servirse se le pone cebolla cruda, picadita, cilantro y chiltepínes colorados.
Además entre otros alimentos se encuentran los tamales de elote tatemados en brasas, pescado, quelites, verdolagas, mariscos o pecados empanizados, ceviche de camarón o de pescado.
Frutas de la temporada y elotes.

### Bebidas típicas
Huatabampo tiene como bebidas familiares la horchata, el agua de cebada, bebidas de frutas y por lo general para sus convivios.

## Hermanamiento
La ciudad de Huatabampo está hermanada con una ciudad en Estados Unidos:
- Gardena,  California. (1974)

## Gobierno

### Presidentes municipales
| Presidente municipal         | Período               | Partido político                       | Notas                                        |
| Pedro H. Zubarrán            | 1899–1901             |                                        |                                              |
| Trinidad B. Rosas            | 1907–1909             |                                        |                                              |
| José Tiburcio Otero          | 1909–1911             |                                        |                                              |
| Álvaro Obregón               | 1911–1912             |                                        |                                              |
| Benjamín Almada              | 1913–1915             |                                        |                                              |
| Octavio Bojórquez            | 1915–1917             |                                        |                                              |
| Bernardo J. Gastélum         | 1917–1918             |                                        |                                              |
| Alejo Goycochea              | 1918–1920             |                                        |                                              |
| Alfredo Goycochea            | 1920–1921             |                                        |                                              |
| José Toledo                  | 1921–1922             |                                        |                                              |
| Rodolfo Ruiz Rábago          | 1923                  |                                        |                                              |
| Agustín Murillo              | 1924–1925             |                                        |                                              |
| José Tiburcio Otero          | 1925                  |                                        |                                              |
| Federico Vázquez             | 1925–1927             |                                        |                                              |
| Emilio Rosas                 | 1928                  |                                        |                                              |
| Rodrigo Otero                | 1930–1931             | PNR                                    |                                              |
| Ramón F. Ibarra T.           | 1932                  | PNR                                    | Interino                                     |
| Praxedis Gastélum            | 1932–1935             | PNR                                    |                                              |
| Antonio Encinas              | 1935–1937             | PNR                                    |                                              |
| Anastasio Barreras           | 1937–1939             | PNR                                    |                                              |
| Rodolfo Castro V.            | 1939–1941             | PRM                                    |                                              |
| Antonio Toledo               | 1941–1943             | PRM                                    |                                              |
| Abelardo Paredes             | 1943–1946             | PRM                                    |                                              |
| Ignacio Valderráin           | 1946–1949             | PRI                                    |                                              |
| ND                           | 1949–1952             |                                        |                                              |
| Alfredo Santini E.           | 1952–1955             | PRI                                    |                                              |
| Jesús Ibarra R.              | 1955–1958             | PRI                                    |                                              |
| Víctor M. Romo               | 1958–1961             | PRI                                    |                                              |
| Alfredo Káram M.             | 1961–1964             | PRI                                    |                                              |
| Martín Larrauri G.           | 1964–1965             | PRI                                    |                                              |
| Arnoldo Ahumada B.           | 1965–1967             | PRI                                    |                                              |
| Próspero M. Ibarra           | 1967–1970             | PRI                                    |                                              |
| Francisco Rosas Ibarra       | 1970–1973             | PRI                                    |                                              |
| Manuel Castro T.             | 1973–1976             | PRI                                    |                                              |
| Arturo Siqueiros S.          | 1976–1979             | PRI                                    |                                              |
| Rodolfo Moreno G.            | 1979–1982             | PRI                                    |                                              |
| Roberto Rosas T.             | 1982–1985             | PRI                                    |                                              |
| Germán Bleizeffer Luis       | 1985–1988             | PRI                                    |                                              |
| Heliodoro Soto Rodríguez     | 1988–1991             | PRI                                    |                                              |
| Luis Alberto Ibarra Guerra   | 1991–1994             | PRI                                    |                                              |
| Roberto Karam Toledo         | 1994–1997             | PRI                                    |                                              |
| Francisco García Cancino     | 1997–2000             | PRD                                    |                                              |
| Daniel Ibarra Guerra         | 2000–2003             | PRI                                    |                                              |
| Juan José Lam Angulo         | 16-09-2003–15-09-2006 | PRD PAS Convergencia                   |                                              |
| César Bleizeffer Vega        | 16-09-2006–15-09-2009 | PAN                                    |                                              |
| Próspero Manuel Ibarra Otero | 16-09-2009–15-09-2012 | PRI PVEM Panal                         |                                              |
| Ramón Antonio Díaz Nieblas   | 16-09-2012–15-09-2015 | PAN Panal                              |                                              |
| Heliodoro Soto Olguín        | 16-09-2015–15-09-2018 | PRI PVEM Panal                         | Coalición "Por un Gobierno Honesto y Eficaz" |
| Ramón Antonio Díaz Nieblas   | 16-09-2018–15-09-2021 | PAN PRD                                | Coalición "Por Sonora al Frente"             |
| Juan Jesús Flores Mendoza    | 16-09-2021–15-09-2024 | Morena                                 |                                              |
| Alberto Vázquez Valencia     | 16-09-2024–           | Morena PVEM PT Panal Sonora PES Sonora |                                              |